# الجنس ولوسيا
الجنس ولوسيا (بالإسبانية: Lucía y el sexo) هو فيلم دراما إسباني من تأليف وإخراج خوليو ميديم وبطولة باز فيغا، تريستان أولوا، نجوى نمري، دانيال فريري وإيلينا أنايا.

## روابط خارجية
الجنس ولوسيا على موقع IMDb (الإنجليزية)
- الجنس ولوسيا على موقع ميتاكريتيك (الإنجليزية)
- الجنس ولوسيا على موقع روتن توميتوز (الإنجليزية)
- الجنس ولوسيا على موقع نتفليكس (الإنجليزية)
- الجنس ولوسيا على موقع ألو سيني (الفرنسية)
- الجنس ولوسيا على موقع Turner Classic Movies (الإنجليزية)
- الجنس ولوسيا على موقع أول موفي (الإنجليزية)
- الجنس ولوسيا على موقع بوكس أوفيس موجو (الإنجليزية)
- الجنس ولوسيا على موقع فيلمافينيتي (الإسبانية)
- الجنس ولوسيا على موقع قاعدة بيانات الأفلام السويدية (السويدية)